# Daniel Goens
Daniel Goens (Bruxelles, 15 settembre 1948) è un ex pistard belga.

## Palmarès

### Olimpiadi
- 1 medaglia:
  - 1 bronzo (Città del Messico 1968 nel tandem)

### Mondiali
- 2 medaglie:
  - 1 argento (Roma 1968 nel tandem)
  - 1 bronzo (Amsterdam 1967 nel tandem)